# Aree naturali protette in Estonia
La rete delle aree naturali protette in Estonia è regolata dal Nature Conservation Act (Looduskaitseseadus), un provvedimento approvato dal Parlamento estone il 21 aprile 2004 ed entrato in vigore il 10 maggio del 2004.
In base a tale provvedimento, le aree protette dell'Estonia si classificano in:
1. Parchi nazionali
2. Riserve Naturali Protette
3. Aree a Protezione Paesaggistica

In aggiunta, la legge estone dichiara le seguenti aree protette, che sono designate per la conservazione dell'habitat, per la preservazione del quale sono previste solo attività stabilite e le attività responsabili di danneggiare la favorevole conservazione dello status dell'habitat sono severamente proibite.:
1. Riserve Naturali Assolute (§ 29)
2. Zone sotto Cura Speciale (§ 30)
3. Zone a Cura Limitata (§ 31)

La legge sulle aree protette si è sviluppata in questi ultimi decenni in cui l'Estonia ha riconquistato la propria indipendenza. Ai tempi dell'occupazione sovietica RSSE vi erano solo cinque aree protette categorizzate come zapovedniks (riserve naturali scientifiche) ed erano: Vilijandi, Viidumae, Endla, Nigula e Matsalu. Notoriamente i sovietici non ebbero molta cura dell'ambiente naturale.

## Parchi nazionali
Secondo la legge ambientale estone:

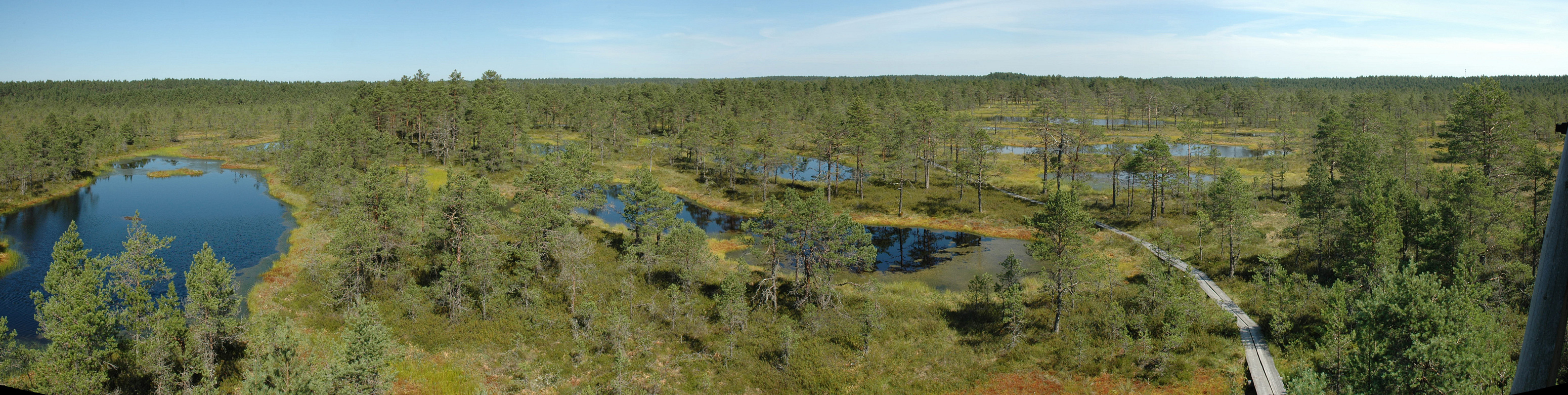
Parco nazionale Lahemaa.

1. Un parco nazionale è inteso come una area protetta dedicata alla preservazione, protezione, nutrimento, ricerca sviluppo di specie naturali e nuovi territori, cura dei paesaggi, eredità culturali estoni, ed un proficuo e bilanciato rispetto del territorio circostante e delle aree protette.
2. In Estonia esistono 5 parchi nazionali:
- Parco nazionale Karula, specializzato per la cura e la protezione del patrimonio naturale paesaggistico storico e culturale estone, del territorio delle colline moreniche nel sud dell'Estonia.
- Parco nazionale Lahemaa, specializzato per la cura e la protezione del patrimonio naturale, paesaggistico storico e culturale estone, del territorio costiero nel nord dell'Estonia.
- Parco nazionale Matsalu, specializzato nella cura e protezione delle caratteristiche delle comunità biotiche dell'Estonia occidentale e della cura e protezione del patrimonio naturale e paesaggistico della zona marina del Vainameri.
- Parco nazionale Soomaa, specializzato nella cura e protezione del patrimonio naturale, paesaggistico e storico culturale estone delle zone con stagni, laghetti, e zone lacustri nella zona centrale dell'Estonia
- Parco nazionale Vilsandi, specializzato nella cura e protezione del patrimonio naturale, paesaggistico e storico culturale estone delle zone costiere dell'Arcipelago Occidentale Estone

3. Un parco nazionale può includere Riserve naturali, propriamente dette; zone sotto cura speciale; e zone a cura limitata.

## Riserve naturali protette
1. Una riserva naturale protetta è un'area protetta destinata alla preservazione, protezione, ripristino, ricerca, introduzione e regolazione dell'uso dei paesaggi delle aree protette.
2. Un parco, arboreto e zona forestale sono caratteristiche tipiche di paesaggi delle riserve naturali.
3. Le zone possibili in un paesaggio di una riserva naturale sono le zone a gestione speciale e zone a gestione limitata.
| Nome area                            | Sito ufficiale | Ubicazione                                       | Istituzione | Area (km²) | Coordinate                  |  |
| ------------------------------------ | --- | ------------------------------------------------ | ----------- | ---------- | --------------------------- |  |
| Riserva naturale di Abruka           | Abruka looduskaitseala, su register.keskkonnainfo.ee.                                                                                       | Saare County, Lääne-Saare Parish, Abruka         | 1937-12-02  | 4.1        | 58°08′11.04″N 22°31′09.12″E |  |
| Riserva naturale di Agusalu          | Agusalu looduskaitseala, su register.keskkonnainfo.ee.                                                                                      | Ida-Viru County, Illuka Parish, Kaatermu         | 1981-05-24  | 110.6      | 59°05′21.12″N 27°31′10.92″E |  |
| Riserva naturale di Aidu             | Aidu looduskaitseala, su register.keskkonnainfo.ee.                                                                                         | Jõgeva County, Pajusi Parish, Vägari             | 2002-11-18  | 3.1        | 58°41′48.84″N 26°13′26.04″E |  |
| Riserva naturale di Akste            | Akste looduskaitseala, su register.keskkonnainfo.ee.                                                                                        | Põlva County, Vastse-Kuuste Parish, Kiidjärve    | 1977-08-30  | 1.9        | 58°09′57.96″N 27°00′48.96″E |  |
| Riserva naturale di Alema            | Alema looduskaitseala, su register.keskkonnainfo.ee.                                                                                        | Harju County, Nissi Parish, Madila               | 1981-12-28  | 0.6        | 59°05′12.84″N 24°19′45.12″E |  |
| Riserva naturale di Allirahu         | Allirahu looduskaitseala, su register.keskkonnainfo.ee.                                                                                     | Saare County, Pihtla Parish, Suure-Rootsi        | 2005-07-20  | 19.7       | 58°09′25.92″N 22°47′54.96″E |  |
| Riserva naturale di Alam-Pedja       | Alam-Pedja looduskaitseala, su register.keskkonnainfo.ee.                                                                                   | Tartu County, Tähtvere Parish, Ilmatsalu         | 1994-02-16  | 344        | 58°28′26.04″N 26°10′10.92″E |  |
| Riserva naturale di Anija            | Anija looduskaitseala, su register.keskkonnainfo.ee.                                                                                        | Harju County, Anija Parish, Anija                | 1990-04-23  | 0.7        | 59°22′21″N 25°16′36.12″E    |  |
| Riserva naturale di Anne             | Anne looduskaitseala, su register.keskkonnainfo.ee.                                                                                         | Tartu County, Luunja Parish, Lohkva              | 1986-07-28  | 0.2        | 58°21′47.16″N 26°46′39″E    |  |
| Riserva naturale di Avaste           | Avaste looduskaitseala, su register.keskkonnainfo.ee.                                                                                       | Pärnu County, Halinga Parish, Helenurme          | 1981-05-24  | 52.5       | 58°40′58.08″N 24°11′30.12″E |  |
| Riserva naturale di Endla            | Endla looduskaitseala, su register.keskkonnainfo.ee.                                                                                        | Jõgeva County, Jõgeva Parish, Endla              | 1939-09-07  | 101.6      | 58°51′51.84″N 26°07′40.08″E |  |
| Riserva naturale di Haavassoo        | Haavassoo looduskaitseala, su register.keskkonnainfo.ee.                                                                                    | Saare County, Lääne-Saare Parish, Hirmuste       | 2013-12-19  | 4          | 58°14′39.12″N 22°12′09″E    |  |
| Riserva naturale di Hüti             | Hüti looduskaitseala, su register.keskkonnainfo.ee.                                                                                         | Hiiu County, Hiiu Parish, Hüti                   | 2013-11-10  | 0.3        | 58°54′47.88″N 22°28′27.84″E |  |
| Riserva naturale di Ihamaru          | Ihamaru looduskaitseala, su register.keskkonnainfo.ee.                                                                                      | Põlva County, Põlva Parish, Aarna                | 1981-09-29  | 2.5        | 58°06′02.16″N 26°56′00.96″E |  |
| Riserva naturale di Iidva            | Iidva looduskaitseala, su register.keskkonnainfo.ee.                                                                                        | Järva County, Türi Parish, Kolu                  | 2006-07-26  | 8.1        | 58°51′16.92″N 25°17′56.04″E |  |
| Riserva naturale di Järveküla        | Järveküla looduskaitseala, su register.keskkonnainfo.ee.                                                                                    | Viljandi County, Tarvastu Parish, Maltsa         | 1990-08-20  | 2.7        | 58°09′38.16″N 26°00′56.88″E |  |
| Riserva naturale di Järvselja        | Järvselja looduskaitseala, su register.keskkonnainfo.ee.                                                                                    | Tartu County, Võnnu Parish, Agali                | 1957-07-10  | 1.9        | 58°16′40.08″N 27°19′26.04″E |  |
| Riserva naturale di Jäärumetsa       | Jäärumetsa looduskaitseala, su register.keskkonnainfo.ee.                                                                                   | Pärnu County, Varbla Parish, Kilgi               | 2007-02-15  | 3.3        | 58°25′32.88″N 23°54′00″E    |  |
| Riserva naturale di Kalana           | Kalana looduskaitseala, su register.keskkonnainfo.ee.                                                                                       | Hiiu County, Hiiu Parish, Kalana                 | 2013-12-19  | 0.3        | 58°55′05.16″N 22°06′02.88″E |  |
| Riserva naturale di Kalita           | Kalita looduskaitseala, su register.keskkonnainfo.ee.                                                                                       | Pärnu County, Saarde Parish, Kalita              | 2007-04-25  | 1.5        | 58°04′04.08″N 24°51′00″E    |  |
| Riserva naturale di Kabli            | Kabli looduskaitseala, su register.keskkonnainfo.ee.                                                                                        | Pärnu County, Häädemeeste Parish, Kabli          | 1991-07-11  | 7.4        | 58°00′29.88″N 24°25′39″E    |  |
| Riserva naturale di Kahvena          | Kahvena looduskaitseala, su register.keskkonnainfo.ee.                                                                                      | Viljandi County, Kõpu Parish, Seruküla           | 2005-06-08  | 6.6        | 58°16′35.04″N 25°14′08.16″E |  |
| Riserva naturale di Karinõmme        | Karinõmme looduskaitseala, su register.keskkonnainfo.ee.                                                                                    | Pärnu County, Koonga Parish, Tarva               | 2006-12-20  | 3.9        | 58°36′42.84″N 23°59′07.08″E |  |
| Riserva naturale di Kareda           | Kareda looduskaitseala, su register.keskkonnainfo.ee.                                                                                       | Järva County, Koigi Parish, Kahala               | 2005-07-13  | 3.6        | 58°55′37.92″N 25°46′28.92″E |  |
| Riserva naturale di Keeri-Karijärve  | Keeri-Karijärve looduskaitseala, su register.keskkonnainfo.ee.                                                                              | Tartu County, Puhja Parish, Härjanurme           | 2006-02-27  | 19.2       | 58°18′25.92″N 26°26′17.16″E |  |
| Riserva naturale di Keisripalu       | Keisripalu looduskaitseala, su register.keskkonnainfo.ee.                                                                                   | Valga County, Helme Parish, Möldre               | 2013-10-09  | 0.3        | 58°01′05.88″N 25°54′55.08″E |  |
| Riserva naturale di Kesknõmme        | Kesknõmme looduskaitseala, su register.keskkonnainfo.ee.                                                                                    | Saare County, Kihelkonna Parish, Kehila          | 2005-08-10  | 3.4        | 58°26′31.92″N 22°02′11.04″E |  |
| Riserva naturale di Kergu            | Kergu looduskaitseala, su register.keskkonnainfo.ee.                                                                                        | Pärnu County, Vändra Parish, Metsaküla           | 2007-04-25  | 4.4        | 58°38′48.12″N 24°47′45.96″E |  |
| Riserva naturale di Kihnu Islets     | Kihnu laidude looduskaitseala, su register.keskkonnainfo.ee.                                                                                | Pärnu County, Kihnu Parish, Linaküla             | 2014-03-03  | 42         | 58°10′41.16″N 23°54′23.04″E |  |
| Riserva naturale di Kirikuraba       | Kirikuraba looduskaitseala, su register.keskkonnainfo.ee.                                                                                   | Jõgeva County, Puurmani Parish, Tõrve            | 2013-10-20  | 4.5        | 58°35′00.96″N 26°23′26.16″E |  |
| Riserva naturale di Kivimurru        | Kivimurru looduskaitseala, su register.keskkonnainfo.ee.                                                                                    | Jõgeva County, Torma Parish, Võtikvere           | 2013-11-10  | 0.6        | 58°51′52.92″N 26°55′04.08″E |  |
| Riserva naturale di Kolga            | Kolga looduskaitseala, su register.keskkonnainfo.ee.                                                                                        | Pärnu County, Tõstamaa Parish, Rammuka           | 1991-07-11  | 2.8        | 58°23′02.04″N 23°50′17.88″E |  |
| Riserva naturale di Koimla           | Koimla looduskaitseala, su register.keskkonnainfo.ee.                                                                                       | Saare County, Lääne-Saare Parish, Koimla         | 2013-11-10  | 0.3        | 58°13′03″N 22°09′46.08″E    |  |
| Riserva naturale di Koorunõmme       | Koorunõmme looduskaitseala, su register.keskkonnainfo.ee.                                                                                   | Saare County, Mustjala Parish, Merise            | 1965-04-02  | 12.7       | 58°28′24.96″N 22°09′24.84″E |  |
| Riserva naturale di Konguta          | Konguta looduskaitseala, su register.keskkonnainfo.ee.                                                                                      | Tartu County, Konguta Parish, Konguta            | 2006-03-09  | 0.3        | 58°12′45″N 26°16′45.12″E    |  |
| Riserva naturale di Koorküla         | Koorküla looduskaitseala, su register.keskkonnainfo.ee.                                                                                     | Valga County, Hummuli Parish, Jeti               | 1959-12-10  | 3.5        | 57°53′39.84″N 25°51′50.04″E |  |
| Riserva naturale di Kuiaru           | Kuiaru looduskaitseala, su register.keskkonnainfo.ee.                                                                                       | Pärnu County, Tori Parish, Kuiaru                | 2007-03-29  | 2.2        | 58°29′16.08″N 24°43′46.92″E |  |
| Riserva naturale di Kurimetsa        | Kurimetsa looduskaitseala, su register.keskkonnainfo.ee.                                                                                    | Viljandi County, Karksi Parish, Sudiste          | 1998-11-16  | 0.6        | 58°04′45.84″N 25°40′45.84″E |  |
| Riserva naturale di Kurisoo          | Kurisoo looduskaitseala, su register.keskkonnainfo.ee.                                                                                      | Järva County, Albu Parish, Ahula                 | 2005-08-10  | 0.5        | 59°07′31.08″N 25°46′05.88″E |  |
| Riserva naturale di Kämbla           | Kämbla looduskaitseala, su register.keskkonnainfo.ee.                                                                                       | Harju County, Kose Parish, Tuhala                | 1991-12-17  | 1.6        | 59°13′03″N 25°00′45″E       |  |
| Riserva naturale di Kärevere         | Kärevere looduskaitseala, su register.keskkonnainfo.ee.                                                                                     | Tartu County, Tartu Parish, Maramaa              | 2007-05-17  | 18         | 58°26′39.12″N 26°31′18.84″E |  |
| Riserva naturale di Kõrgessaare      | Kõrgessaare looduskaitseala, su register.keskkonnainfo.ee.                                                                                  | Hiiu County, Hiiu Parish, Kõrgessaare            | 2009-04-08  | 0.7        | 58°58′32.16″N 22°30′06.12″E |  |
| Riserva naturale di Kõpu             | Kõpu looduskaitseala, su register.keskkonnainfo.ee.                                                                                         | Hiiu County, Hiiu Parish, Heistesoo              | 1958-05-27  | 30.8       | 58°54′55.08″N 22°12′24.12″E |  |
| Riserva naturale di Laidevahe        | Laidevahe looduskaitseala, su register.keskkonnainfo.ee.                                                                                    | Saare County, Pihtla Parish, Matsiranna          | 2002-11-04  | 24.5       | 58°19′06.96″N 22°51′29.16″E |  |
| Riserva naturale di LaiduIsland      | Laidu saare looduskaitseala, su register.keskkonnainfo.ee.                                                                                  | Saare County, Mustjala Parish, Võhma             | 1965-04-02  | 0.2        | 58°31′15.96″N 22°16′50.16″E |  |
| Riserva naturale di Laukesoo         | Laukesoo looduskaitseala, su register.keskkonnainfo.ee.                                                                                     | Harju County, Kose Parish, Virla                 | 1981-05-24  | 25.6       | 59°02′34.08″N 25°18′18″E    |  |
| Riserva naturale di Laiksaare        | Laiksaare looduskaitseala, su register.keskkonnainfo.ee.                                                                                    | Pärnu County, Saarde Parish, Laiksaare           | 2006-07-12  | 4          | 58°06′25.92″N 24°38′25.08″E |  |
| Riserva naturale di Leigri           | Leigri looduskaitseala, su register.keskkonnainfo.ee.                                                                                       | Hiiu County, Hiiu Parish, Leigri                 | 1998-05-04  | 4.6        | 58°53′35.88″N 22°34′50.16″E |  |
| Riserva naturale di Lehtsaare        | Lehtsaare looduskaitseala, su register.keskkonnainfo.ee.                                                                                    | Viljandi County, Suure-Jaani Parish, Karjasoo    | 1992-11-08  | 3.8        | 58°31′40.08″N 25°18′52.92″E |  |
| Riserva naturale di Laulaste         | Laulaste looduskaitseala, su register.keskkonnainfo.ee.                                                                                     | Pärnu County, Häädemeeste Parish, Majaka         | 2005-12-21  | 10.7       | 57°58′23.88″N 24°31′53.04″E |  |
| Riserva naturale di Leidissoo        | Leidissoo looduskaitseala, su register.keskkonnainfo.ee.                                                                                    | Lääne County, Nõva Parish, Nõmmemaa              | 2002-11-04  | 82.2       | 59°05′40.92″N 23°43′14.88″E |  |
| Riserva naturale di Leppoja          | Leppoja looduskaitseala, su register.keskkonnainfo.ee.                                                                                      | Viljandi County, Suure-Jaani Parish, Metsküla    | 2005-10-16  | 3.8        | 58°23′02.04″N 25°20′03.12″E |  |
| Riserva naturale di Liiva-Putla      | Liiva-Putla looduskaitseala, su register.keskkonnainfo.ee.                                                                                  | Saare County, Pihtla Parish, Haeska              | 2007-05-07  | 1          | 58°24′11.88″N 22°39′11.88″E |  |
| Riserva naturale di Linnuraba        | Linnuraba looduskaitseala, su register.keskkonnainfo.ee.                                                                                    | Rapla County, Rapla Parish, Kodila               | 1959-03-01  | 33.9       | 59°03′50.04″N 24°35′31.92″E |  |
| Riserva naturale di Lindi            | Lindi looduskaitseala, su register.keskkonnainfo.ee. URL consultato il 30 ottobre 2015 (archiviato dall'url originale il 17 novembre 2015). | Pärnu County, Tõstamaa Parish, Kõpu              | 1958-09-11  | 11         | 58°19′32.88″N 24°12′10.08″E |  |
| Riserva naturale di Luusika          | Luusika looduskaitseala, su register.keskkonnainfo.ee.                                                                                      | Lääne-Viru County, Laekvere Parish, Salutaguse   | 1992-04-29  | 4.4        | 59°00′29.88″N 26°34′53.04″E |  |
| Riserva naturale di Luitemaa         | Luitemaa looduskaitseala, su register.keskkonnainfo.ee.                                                                                     | Pärnu County, Surju Parish, Ilvese               | 1939-01-26  | 113        | 58°09′30.96″N 24°34′05.88″E |  |
| Riserva naturale di Lähkma           | Lähkma looduskaitseala, su register.keskkonnainfo.ee.                                                                                       | Pärnu County, Surju Parish, Kikepera             | 2007-04-25  | 1          | 58°16′32.88″N 24°50′02.04″E |  |
| Riserva naturale di Madissaare       | Madissaare looduskaitseala, su register.keskkonnainfo.ee.                                                                                   | Pärnu County, Koonga Parish, Tarva               | 2007-04-25  | 1          | 58°36′15.12″N 24°01′39″E    |  |
| Riserva naturale di Maalasti         | Maalasti looduskaitseala, su register.keskkonnainfo.ee.                                                                                     | Viljandi County, Kõo Parish, Saviaugu            | 2013-12-19  | 5.3        | 58°35′35.16″N 25°41′36.96″E |  |
| Riserva naturale di Maapaju          | Maapaju looduskaitseala, su register.keskkonnainfo.ee.                                                                                      | Harju County, Anija Parish, Pillapalu            | 2005-06-05  | 4.5        | 59°19′17.04″N 25°31′08.04″E |  |
| Riserva naturale di Mahtra           | Mahtra looduskaitseala, su register.keskkonnainfo.ee.                                                                                       | Harju County, Kose Parish, Habaja                | 1959-03-01  | 76.1       | 59°05′33″N 24°59′13.92″E    |  |
| Riserva naturale di Mahu-Rannametsa  | Mahu-Rannametsa looduskaitseala, su register.keskkonnainfo.ee.                                                                              | Ida-Viru County, Aseri Parish, Kalvi             | 2006-02-27  | 4.1        | 59°29′29.04″N 26°44′13.92″E |  |
| Riserva naturale di Maruoru          | Maruoru looduskaitseala, su register.keskkonnainfo.ee.                                                                                      | Põlva County, Kanepi Parish, Hino                | 2001-11-26  | 0.3        | 57°59′21.12″N 26°40′50.88″E |  |
| Riserva naturale di Marimetsa        | Marimetsa looduskaitseala, su register.keskkonnainfo.ee.                                                                                    | Lääne County, Lääne-Nigula Parish, Jaakna        | 1981-05-24  | 50.8       | 58°56′24″N 24°00′06.84″E    |  |
| Riserva naturale di Metsaääre        | Metsaääre looduskaitseala, su register.keskkonnainfo.ee.                                                                                    | Pärnu County, Surju Parish, Jaamaküla            | 2007-03-29  | 1.6        | 58°17′12.12″N 24°42′14.04″E |  |
| Riserva naturale di Mihkli           | Mihkli looduskaitseala, su register.keskkonnainfo.ee.                                                                                       | Pärnu County, Koonga Parish, Mihkli              | 1957-07-10  | 0.9        | 58°37′18.12″N 24°06′45″E    |  |
| Riserva naturale di Muraste          | Muraste looduskaitseala, su register.keskkonnainfo.ee.                                                                                      | Harju County, Harku Parish, Ilmandu              | 2005-08-17  | 1.4        | 59°27′51.12″N 24°26′35.88″E |  |
| Riserva naturale di Muraka           | Muraka looduskaitseala, su register.keskkonnainfo.ee.                                                                                       | Ida-Viru County, Iisaku Parish, Alliku           | 1957-07-10  | 140.6      | 59°08′54.96″N 27°06′52.92″E |  |
| Riserva naturale di Mustallika       | Mustallika looduskaitseala, su register.keskkonnainfo.ee.                                                                                   | Jõgeva County, Jõgeva Parish, Ellakvere          | 1992-07-28  | 0.5        | 58°42′54″N 26°25′48″E       |  |
| Riserva naturale di Mõisamõtsa       | Mõisamõtsa looduskaitseala, su register.keskkonnainfo.ee.                                                                                   | Võru County, Varstu Parish, Pähni                | 2005-04-20  | 2.2        | 57°34′49.08″N 26°39′19.08″E |  |
| Riserva naturale di Naissoo          | Naissoo looduskaitseala, su register.keskkonnainfo.ee.                                                                                      | Pärnu County, Koonga Parish, Naissoo             | 1964-02-04  | 1.2        | 58°36′33.84″N 24°10′40.08″E |  |
| Riserva naturale di Nehatu           | Nehatu looduskaitseala, su register.keskkonnainfo.ee.                                                                                       | Pärnu County, Varbla Parish, Muriste             | 1957-07-10  | 10.2       | 58°32′49.92″N 23°39′29.16″E |  |
| Riserva naturale di Nedrema          | Nedrema looduskaitseala, su register.keskkonnainfo.ee.                                                                                      | Pärnu County, Koonga Parish, Urita               | 1991-07-11  | 24.4       | 58°32′33″N 24°03′56.88″E    |  |
| Riserva naturale di Niinsoni         | Niinsoni looduskaitseala, su register.keskkonnainfo.ee.                                                                                     | Harju County, Anija Parish, Pillapalu            | 2000-11-13  | 1.1        | 59°19′48″N 25°33′48.96″E    |  |
| Riserva naturale di Nigula           | Nigula looduskaitseala, su register.keskkonnainfo.ee.                                                                                       | Pärnu County, Häädemeeste Parish, Nepste         | 1957-07-10  | 64.3       | 58°00′39.96″N 24°40′59.16″E |  |
| Riserva naturale di Nätsi-Võlla      | Nätsi-Võlla looduskaitseala, su register.keskkonnainfo.ee.                                                                                  | Pärnu County, Audru Parish, Eassalu              | 1957-07-10  | 108        | 58°26′45.96″N 24°05′03.12″E |  |
| Riserva naturale di Nõmme raba       | Nõmme raba looduskaitseala, su register.keskkonnainfo.ee.                                                                                   | Järva County, Türi Parish, Kärevere              | 2006-01-22  | 4.4        | 58°41′57.12″N 25°27′02.88″E |  |
| Riserva naturale di Orkjärve         | Orkjärve looduskaitseala, su register.keskkonnainfo.ee.                                                                                     | Harju County, Nissi Parish, Aude                 | 2005-07-06  | 11.5       | 59°08′36.96″N 24°14′49.92″E |  |
| Riserva naturale di Ohepalu          | Ohepalu looduskaitseala, su register.keskkonnainfo.ee.                                                                                      | Lääne-Viru County, Kadrina Parish, Arbavere      | 1973-03-19  | 59.3       | 59°20′57.12″N 25°55′48″E    |  |
| Riserva naturale di Paadenurme       | Paadenurme looduskaitseala, su register.keskkonnainfo.ee.                                                                                   | Lääne-Viru County, Laekvere Parish, Kaasiksaare  | 1992-04-29  | 3.4        | 59°01′57″N 26°51′23.04″E    |  |
| Riserva naturale di Paadrema         | Paadrema looduskaitseala, su register.keskkonnainfo.ee.                                                                                     | Pärnu County, Varbla Parish, Nõmme               | 2003-01-06  | 13.4       | 58°30′52.92″N 23°45′45″E    |  |
| Riserva naturale di Padakõrve        | Padakõrve looduskaitseala, su register.keskkonnainfo.ee.                                                                                    | Tartu County, Alatskivi Parish, Kokora           | 1964-09-08  | 15.6       | 58°35′58.92″N 27°00′56.16″E |  |
| Riserva naturale di Paope            | Paope looduskaitseala, su register.keskkonnainfo.ee.                                                                                        | Hiiu County, Hiiu Parish, Isabella               | 2006-10-25  | 22.3       | 58°58′21″N 22°26′57.84″E    |  |
| Riserva naturale di Paraspõllu       | Paraspõllu looduskaitseala, su register.keskkonnainfo.ee.                                                                                   | Harju County, Rae Parish, Urvaste                | 1999-12-14  | 4.8        | 59°17′49.92″N 25°06′12.96″E |  |
| Riserva naturale di Parika           | Parika looduskaitseala, su register.keskkonnainfo.ee.                                                                                       | Viljandi County, Suure-Jaani Parish, Kuhjavere   | 1981-05-24  | 21.9       | 58°30′29.88″N 25°46′23.88″E |  |
| Riserva naturale di Parmu            | Parmu looduskaitseala, su register.keskkonnainfo.ee.                                                                                        | Võru County, Misso Parish, Kiviora               | 2006-07-06  | 10.3       | 57°33′21.96″N 27°18′18″E    |  |
| Riserva naturale di Pihla-Kaibaldi   | Pihla-Kaibaldi looduskaitseala, su register.keskkonnainfo.ee.                                                                               | Hiiu County, Pühalepa Parish, Pilpaküla          | 1998-04-28  | 37.8       | 58°56′03.12″N 22°41′31.92″E |  |
| Riserva naturale di Peipsiveere      | Peipsiveere looduskaitseala, su register.keskkonnainfo.ee.                                                                                  | Tartu County, Võnnu Parish, Ahunapalu            | 2013-12-19  | 346.1      | 58°22′50.88″N 27°19′05.88″E |  |
| Riserva naturale di Piusa Caves      | Piusa koobastiku looduskaitseala, su register.keskkonnainfo.ee.                                                                             | Põlva County, Orava Parish, Piusa                | 1981-09-29  | 0.5        | 57°50′35.16″N 27°27′56.16″E |  |
| Riserva naturale di Prandi           | Prandi looduskaitseala, su register.keskkonnainfo.ee.                                                                                       | Järva County, Koigi Parish, Koigi                | 1981-01-25  | 8.8        | 58°49′41.88″N 25°39′07.92″E |  |
| Riserva naturale di Puhatu           | Puhatu looduskaitseala, su register.keskkonnainfo.ee.                                                                                       | Ida-Viru County, Illuka Parish, Kuningaküla      | 1967-01-16  | 123.9      | 59°09′09″N 27°43′59.16″E    |  |
| Riserva naturale di Puhtu-Laelatu    | Puhtu-Laelatu looduskaitseala, su register.keskkonnainfo.ee.                                                                                | Lääne County, Hanila Parish, Hanila              | 1939-01-26  | 27.7       | 58°34′05.16″N 23°32′35.16″E |  |
| Riserva naturale di Pähni            | Pähni looduskaitseala, su register.keskkonnainfo.ee.                                                                                        | Võru County, Varstu Parish, Pähni                | 2006-03-02  | 2.8        | 57°38′18.96″N 26°46′27.84″E |  |
| Riserva naturale di Pärnu Grasslands | Pärnu rannaniidu looduskaitseala, su register.keskkonnainfo.ee.                                                                             | Pärnu County, Pärnu                              | 1958-09-11  | 3.7        | 58°21′48.96″N 24°30′47.16″E |  |
| Riserva naturale di Pühametsa        | Pühametsa looduskaitseala, su register.keskkonnainfo.ee.                                                                                    | Saare County, Pihtla Parish, Kõljala             | 2007-05-16  | 0.6        | 58°21′37.08″N 22°41′24″E    |  |
| Riserva naturale di Põhja-Kõrvemaa   | Põhja-Kõrvemaa looduskaitseala, su register.keskkonnainfo.ee.                                                                               | Harju County, Kuusalu Parish, Pala               | 1991-10-28  | 131.6      | 59°22′50.88″N 25°40′35.04″E |  |
| Riserva naturale di Rahuste          | Rahuste looduskaitseala, su register.keskkonnainfo.ee.                                                                                      | Saare County, Salme Parish, Rahuste              | 1965-04-02  | 6.9        | 58°06′29.16″N 22°07′08.04″E |  |
| Riserva naturale di Raudna           | Raudna looduskaitseala, su register.keskkonnainfo.ee.                                                                                       | Viljandi County, Viljandi Parish, Raudna         | 1994-06-01  | 0.3        | 58°20′09.96″N 25°28′23.16″E |  |
| Riserva naturale di Riidaja          | Riidaja looduskaitseala, su register.keskkonnainfo.ee.                                                                                      | Valga County, Põdrala Parish, Riidaja            | 2013-08-08  | 0.1        | 58°06′11.88″N 25°54′20.88″E |  |
| Riserva naturale di Rubina           | Rubina looduskaitseala, su register.keskkonnainfo.ee.                                                                                       | Valga County, Põdrala Parish, Voorbahi           | 2005-04-07  | 21.1       | 58°04′31.08″N 25°45′55.08″E |  |
| Riserva naturale di Rumbi            | Rumbi looduskaitseala, su register.keskkonnainfo.ee.                                                                                        | Rapla County, Käru Parish, Lungu                 | 2001-07-23  | 0.7        | 58°53′09.96″N 25°11′08.88″E |  |
| Riserva naturale di Ruila            | Ruila looduskaitseala, su register.keskkonnainfo.ee.                                                                                        | Harju County, Kernu Parish, Mõnuste              | 2005-06-05  | 8.3        | 59°09′47.16″N 24°25′01.92″E |  |
| Riserva naturale di Sanga            | Sanga looduskaitseala, su register.keskkonnainfo.ee.                                                                                        | Pärnu County, Saarde Parish, Leipste             | 2005-09-27  | 1.5        | 58°07′21″N 25°05′17.88″E    |  |
| Riserva naturale di Siiraku          | Siiraku looduskaitseala, su register.keskkonnainfo.ee.                                                                                      | Pärnu County, Surju Parish, Lähkma               | 2007-04-02  | 6.9        | 58°13′51.96″N 24°47′35.88″E |  |
| Riserva naturale di Siplase          | Siplase looduskaitseala, su register.keskkonnainfo.ee.                                                                                      | Saare County, Torgu Parish, Iide                 | 2007-05-07  | 2.1        | 57°58′49.08″N 22°05′35.16″E |  |
| Riserva naturale di Silmsi           | Silmsi looduskaitseala, su register.keskkonnainfo.ee.                                                                                       | Järva County, Koigi Parish, Silmsi               | 2005-07-06  | 1.5        | 58°52′27.84″N 25°55′59.16″E |  |
| Riserva naturale di Sirtsi           | Sirtsi looduskaitseala, su register.keskkonnainfo.ee.                                                                                       | Lääne-Viru County, Vinni Parish, Kaukvere        | 1981-05-24  | 45.8       | 59°15′29.16″N 26°48′09″E    |  |
| Riserva naturale di Silma            | Silma looduskaitseala, su register.keskkonnainfo.ee.                                                                                        | Lääne County, Lääne-Nigula Parish, Vedra         | 1998-09-24  | 48.2       | 59°01′15.96″N 23°35′00.96″E |  |
| Riserva naturale di Soo-otsa         | Soo-otsa looduskaitseala, su register.keskkonnainfo.ee.                                                                                     | Pärnu County, Surju Parish, Kikepera             | 2007-03-29  | 7.4        | 58°20′11.04″N 24°52′03″E    |  |
| Riserva naturale di Sookuninga       | Sookuninga looduskaitseala, su register.keskkonnainfo.ee.                                                                                   | Pärnu County, Saarde Parish, Jäärja              | 1964-02-04  | 59         | 57°59′48.84″N 24°49′46.92″E |  |
| Riserva naturale di Soontaga         | Soontaga looduskaitseala, su register.keskkonnainfo.ee.                                                                                     | Valga County, Puka Parish, Rebaste               | 2006-07-26  | 12.3       | 58°01′41.88″N 26°05′08.16″E |  |
| Riserva naturale di Sopimetsa        | Sopimetsa looduskaitseala, su register.keskkonnainfo.ee.                                                                                    | Jõgeva County, Pajusi Parish, Sopimetsa          | 2013-07-03  | 0          | 58°46′19.92″N 26°00′43.92″E |  |
| Riserva naturale di Sorgu            | Sorgu looduskaitseala, su register.keskkonnainfo.ee.                                                                                        | Pärnu County, Tõstamaa Parish, Manija            | 2014-03-06  | 2.7        | 58°10′26.04″N 24°11′45.96″E |  |
| Riserva naturale di Suurupi          | Suurupi looduskaitseala, su register.keskkonnainfo.ee.                                                                                      | Harju County, Harku Parish, Vääna-Jõesuu         | 2009-10-21  | 1.9        | 59°27′45″N 24°22′00.12″E    |  |
| Riserva naturale di Suigu            | Suigu looduskaitseala, su register.keskkonnainfo.ee.                                                                                        | Lääne-Viru County, Vinni Parish, Suigu           | 1976-03-16  | 0.8        | 59°08′21.84″N 26°49′06.96″E |  |
| Riserva naturale di Säärenõmme       | Säärenõmme looduskaitseala, su register.keskkonnainfo.ee.                                                                                   | Saare County, Orissaare Parish, Liigalaskma      | 2005-12-11  | 3.9        | 58°35′03.84″N 22°58′14.88″E |  |
| Riserva naturale di Tahkuna          | Tahkuna looduskaitseala, su register.keskkonnainfo.ee.                                                                                      | Hiiu County, Pühalepa Parish, Tareste            | 1958-05-27  | 18.8       | 59°03′20.16″N 22°37′41.16″E |  |
| Riserva naturale di Taarikõnnu       | Taarikõnnu looduskaitseala, su register.keskkonnainfo.ee.                                                                                   | Rapla County, Kehtna Parish, Ellamaa             | 2001-05-29  | 28.3       | 58°42′16.92″N 24°52′22.08″E |  |
| Riserva naturale di Tammiku          | Tammiku looduskaitseala, su register.keskkonnainfo.ee.                                                                                      | Harju County, Kose Parish, Tammiku               | 1991-12-17  | 3.8        | 59°12′56.16″N 24°54′56.16″E |  |
| Riserva naturale di Teesu            | Teesu looduskaitseala, su register.keskkonnainfo.ee.                                                                                        | Saare County, Kihelkonna Parish, Kehila          | 2007-04-25  | 1.5        | 58°25′15.96″N 22°04′53.04″E |  |
| Riserva naturale di Tellise          | Tellise looduskaitseala, su register.keskkonnainfo.ee.                                                                                      | Jõgeva County, Kasepää Parish, Raja              | 2005-06-05  | 2.4        | 58°50′18.96″N 26°52′51.96″E |  |
| Riserva naturale di Tillniidu        | Tillniidu looduskaitseala, su register.keskkonnainfo.ee.                                                                                    | Rapla County, Kehtna Parish, Koogiste            | 2001-07-23  | 0.4        | 58°48′38.16″N 25°00′25.92″E |  |
| Riserva naturale di Tihu             | Tihu looduskaitseala, su register.keskkonnainfo.ee.                                                                                         | Hiiu County, Käina Parish, Männamaa              | 1961-09-19  | 14.1       | 58°52′05.16″N 22°30′02.16″E |  |
| Riserva naturale di Toolse           | Toolse looduskaitseala, su register.keskkonnainfo.ee.                                                                                       | Lääne-Viru County, Kunda                         | 1978-12-10  | 4.7        | 59°31′18.12″N 26°29′21.84″E |  |
| Riserva naturale di Timmase          | Timmase looduskaitseala, su register.keskkonnainfo.ee.                                                                                      | Võru County, Võru Parish, Juba                   | 2004-04-29  | 3.9        | 57°48′52.92″N 26°52′53.04″E |  |
| Riserva naturale di Tolkuse          | Tolkuse looduskaitseala, su register.keskkonnainfo.ee.                                                                                      | Pärnu County, Surju Parish, Ilvese               | 2007-02-07  | 8.1        | 58°09′20.88″N 24°39′56.88″E |  |
| Riserva naturale di Tudusoo          | Tudusoo looduskaitseala, su register.keskkonnainfo.ee.                                                                                      | Lääne-Viru County, Vinni Parish, Palasi          | 1981-05-24  | 47.5       | 59°08′44.16″N 26°45′03.96″E |  |
| Riserva naturale di Tõrasoo          | Tõrasoo looduskaitseala, su register.keskkonnainfo.ee.                                                                                      | Rapla County, Raikküla Parish, Metsküla          | 2005-06-15  | 33.1       | 58°49′14.88″N 24°41′35.88″E |  |
| Riserva naturale di Tündre           | Tündre looduskaitseala, su register.keskkonnainfo.ee.                                                                                       | Valga County, Helme Parish, Holdre               | 1999-12-20  | 18.5       | 57°57′24.12″N 25°37′22.08″E |  |
| Riserva naturale di Uhtju            | Uhtju looduskaitseala, su register.keskkonnainfo.ee.                                                                                        | Lääne-Viru County, Vihula Parish, Toolse         | 1938-05-10  | 24.4       | 59°40′37.92″N 26°30′25.92″E |  |
| Riserva naturale di Vahenurme        | Vahenurme looduskaitseala, su register.keskkonnainfo.ee.                                                                                    | Pärnu County, Halinga Parish, Vahenurme          | 2006-03-09  | 2.2        | 58°38′44.88″N 24°23′35.88″E |  |
| Riserva naturale di Vaiste           | Vaiste looduskaitseala, su register.keskkonnainfo.ee.                                                                                       | Pärnu County, Varbla Parish, Saare               | 2007-04-25  | 1.6        | 58°21′47.88″N 23°52′03″E    |  |
| Riserva naturale di Varangu          | Varangu looduskaitseala, su register.keskkonnainfo.ee.                                                                                      | Lääne-Viru County, Väike-Maarja Parish, Pikevere | 1993-10-03  | 1          | 59°02′22.92″N 26°06′23.04″E |  |
| Riserva naturale di Vaskjõe          | Vaskjõe looduskaitseala, su register.keskkonnainfo.ee.                                                                                      | Pärnu County, Paikuse Parish, Seljametsa         | 2007-03-29  | 2.9        | 58°19′59.16″N 24°40′32.16″E |  |
| Riserva naturale di Vardi            | Vardi looduskaitseala, su register.keskkonnainfo.ee.                                                                                        | Rapla County, Märjamaa Parish, Vaimõisa          | 1978-05-22  | 6.6        | 59°00′24.12″N 24°27′34.92″E |  |
| Riserva naturale di Veski            | Veski looduskaitseala, su register.keskkonnainfo.ee.                                                                                        | Põlva County, Kõlleste Parish, Prangli           | 2001-11-26  | 0.6        | 58°07′30″N 26°47′12.12″E    |  |
| Riserva naturale di Viieristi        | Viieristi looduskaitseala, su register.keskkonnainfo.ee.                                                                                    | Saare County, Torgu Parish, Lõupõllu             | 1965-04-02  | 3.8        | 58°00′24.12″N 22°09′38.88″E |  |
| Riserva naturale di Viidumäe         | Viidumäe looduskaitseala, su register.keskkonnainfo.ee.                                                                                     | Saare County, Lääne-Saare Parish, Varpe          | 1957-07-10  | 26.1       | 58°17′43.08″N 22°06′41.04″E |  |
| Riserva naturale di Välgi            | Välgi looduskaitseala, su register.keskkonnainfo.ee.                                                                                        | Tartu County, Vara Parish, Alajõe                | 2006-05-28  | 7.6        | 58°33′18″N 26°54′19.08″E    |  |
| Riserva naturale di Väätsa           | Väätsa looduskaitseala, su register.keskkonnainfo.ee.                                                                                       | Järva County, Väätsa Parish, Röa                 | 2005-07-13  | 4.2        | 58°56′02.04″N 25°28′42.96″E |  |
| Riserva naturale di Võtikvere        | Võtikvere looduskaitseala, su register.keskkonnainfo.ee.                                                                                    | Ida-Viru County, Avinurme Parish, Ulvi           | 2005-04-20  | 1.2        | 58°52′42.96″N 26°49′22.08″E |  |
| Riserva naturale di Ännikse          | Ännikse looduskaitseala, su register.keskkonnainfo.ee.                                                                                      | Pärnu County, Varbla Parish, Koeri               | 2007-03-07  | 5.4        | 58°28′09.84″N 23°51′18″E    |  |
| Riserva naturale di Ülgase           | Ülgase looduskaitseala, su register.keskkonnainfo.ee.                                                                                       | Harju County, Jõelähtme Parish, Rebala           | 1960-06-23  | 0.5        | 59°29′02.04″N 25°05′35.88″E |  |